# Poison Ivy (chanson)
Pour les articles homonymes, voir Poison Ivy.
Singles de The Coasters
Along Came Jones
(1959) What About Us
(1959)
Poison Ivy est une chanson populaire écrite par le duo d'auteurs-compositeurs américains Jerry Leiber et Mike Stoller. Elle est initialement enregistrée par le groupe vocal The Coasters en 1959. Elle se classe no 1 du palmarès R&B de Billboard, au no 7 du Billboard Hot 100, et no 15 du UK Singles Chart au Royaume-Uni. C'est leur troisième succès dans le Top 10 de cette année là après Charlie Brown et Along Came Jones.

## Composition
La chanson parle d'une fille « toxique » connue sous le nom de Poison Ivy. Elle est comparée à des maladies telles que la rougeole, les oreillons, la varicelle, le rhume et la coqueluche, mais est jugée pire. Les paroles disent : Poison Ivy, Lord, will make you itch (« Poison Ivy, Monsieur, va vous démanger »). Selon l'auteur Jerry Leiber, « pure et simple, Poison Ivy est une métaphore d'une maladie sexuellement transmissible ». Poison ivy est le nom anglais du sumac grimpant, mais la chanson fait également référence à d'autres fleurs comme une rose et une pâquerette.

## Chanteurs et musiciens
| The Coasters - Carl Gardner (en) : chant (ténor, soliste) - Cornelius Gunter (en) : chant (ténor) - Billy « Bip » Guy (en) : chant (baryton) - Will « Dub » Jones (en) : chant (basse) | Musiciens additionnels - Mike Stoller : piano, blocs chinois - King Curtis : saxophone ténor - Sonny Clarke : guitare électrique - Allen Hanlon : guitare acoustique - George Barnes (en) : guitare, banjo, guitare basse (6 cordes) - Wendell Marshall : contrebasse - Gary Chester (en) : batterie |

## Classement dans les charts
| Palmarès (1959)                          | Meilleure position |
| ---------------------------------------- | ------------------ |
| Belgique (Wallonie) - Ultratop 50 Single | 47                 |
| États-Unis - Billboard Hot 100           | 7                  |
| États-Unis - Hot R&B Sides               | 1                  |
| Royaume-Uni - UK Singles Chart           | 15                 |

## Autres versions

### Reprises
La chanson est reprise par un grand nombre d'artistes, dont :
- The Dave Clark Five dans le cadre d'un EP sorti en 1963[8].
- The Paramounts (en), à la fois en single (1963) et sur un EP (sorti en 1964). Le single s'est classé à la 35e place des charts britanniques[9],[10].
- The Rolling Stones enregistrent deux versions différentes en 1963. La première est incluse sur l'EP The Rolling Stones, sorti début 1964, la seconde figure sur une compilation de 1972 intitulée More Hot Rocks (Big Hits & Fazed Cookies)[9].
- Billy Thorpe and the Aztec, n°1 en Australie en 1964. Ils empêchent les Beatles d'atteindre la première place des charts de Sydney au moment même où le groupe effectue sa première et unique tournée en Australie - un exploit qui permet à Thorpe d'être invité à rencontrer les Fab Four à leur hôtel[9].
- The Hollies en 1963, sur leur premier LP australien.
- The Kingsmen sur leur album 15 Great Hits en 1966.
- Manfred Mann en face B du single You Gave Me Somebody to Love de 1966
- Redbone en 1972, sur l'album Already Here.
- The Lambrettas (en) en 1980. Ils atteignent la 7e place des charts britanniques.
- Bobby and the Midnites, le groupe de Bob Weir, en concert le 1er novembre 1980.
- The Romantics sur l'album de 1985, Rhythm Romance.
- Linda McCartney en 1987 ; cette reprise est sortie sur son album posthume Wide Prairie en 1998.
- The Nylons (en) en 1988, pour la bande originale du film Stealing Home.
- Ian Gillan & The Javelins l'ont interprété dans les années 1960, puis se sont reformés et l'ont enregistré pour l'album Sole Agency and Representation en 1994.
- Hanson sur leur album de 1995 Boomerang (en).
- Meshell Ndegeocello en 1997, avec des paroles légèrement modifiées. Sa reprise figure sur la bande originale de Batman & Robin, dans laquelle la méchante Poison Ivy (interprétée par Uma Thurman) est l'un des personnages principaux. Une reprise instrumentale très modifiée de la chanson par Jai Winding (nl) est également entendue dans le film, mais pas sur la bande originale.

On compte aussi des reprises par The Ventures (1962), The Kingsmen (1966), Sam the Sham and the Pharaohs (1967) et Ray Stevens (2012).

### Adaptations
Les paroles sont adaptées en français au moins à 4 reprises :
- Fleur du diable enregistrée par Bob Azzam et son orchestre, avec des paroles de Jacques Luent et Bob Azzam, et sortie en single en 1961.
- Quelle peste! par Barış Manço, paroles de Maurice Pon, sur le single 4 titres Baby Sitter en 1964.
- Drôle de fille par Les Surfs, paroles de Daniel Ringold, sur le 45-tours C'est grâce à toi en 1967.
- Mets ton habit par le Martin Circus, paroles d'Évelyne Courtois, sur l'album N° 1 USA - Hits of the 60's en 1975.

Poison Ivy est également adaptée dans d'autres langues.
- Los Rebeldes del Rock, un groupe mexicain formé en 1957 par le chanteur Johnny Laboriel, dans une version en espagnol, La Hiedra Venenosa, sortie sur EP (Orfeón (label mexicain) (en)) en 1964.
- Los Flippers, un groupe de rock and roll colombien des années 1960, enregistre une version en espagnol intitulée El Melenudo.
- Los Straitjackets, en 2007, sortent une reprise en espagnol intitulée La Hiedra Venenosa, sur leur album Rock en Español, Vol. 1.
- Golden Boys enregistre une version en portugais intitulée Erva Venenosa, en 1965, avec les paroles de la version représentant une femme maléfique. Cette version est reprise ensuite par le groupe pop brésilien Herva Doce en 1982 et par la chanteuse Rita Lee sur son album 3001 en 2000.

Il existe aussi des versions en allemand, finnois, islandais, etc.

## Dans la culture populaire
La chanson des Coasters peut être entendue, entre autres, dans le film The Singing Detective de Keith Gordon (2003) et dans l'épisode 15 de la saison 1 de la série Deux Flics à Miami (1985).